# Oysterville (Washington)
Oysterville es un área no incorporada ubicada en el condado de Pacific en el estado estadounidense de Washington.

## Geografía
Oysterville se encuentra ubicado en las coordenadas 46°32′56″N 124°1′36″O / 46.54889, -124.02667.